# La Pléiade

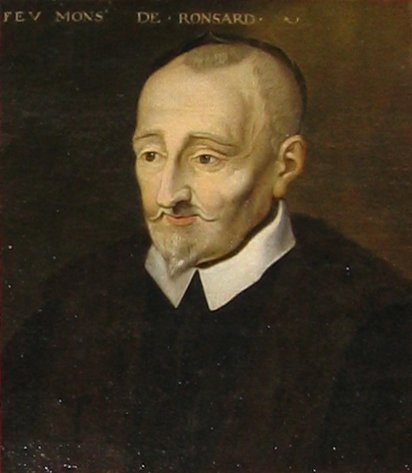
Pierre de Ronsard (1620)

La Pléiade è stata la prima scuola letteraria francese, formata da un gruppo di sette poeti nel XVI secolo. Questi si ispirarono all'omonimo gruppo di sette tragici alessandrini del III sec. a.C.. Il nome fu stabilito da Pierre de Ronsard, con l'obiettivo di valorizzare la lingua francese, soprattutto contro il primato della lingua latina.

## Composizione del gruppo
I membri iniziali di questo gruppo furono:
- Joachim Du Bellay (1522-1560);
- Pontus de Tyard (1521-1605);
- Jean Antoine de Baïf (1532-1589);
- Étienne Jodelle (1532-1573);
- Guillaume Des Autels (1529-1581);
- Jean de la Péruse (1529-1554);
- Pierre de Ronsard (1524-1585).

Più tardi figurarono nel gruppo anche:
- Jacques Peletier du Mans (1517-1582);
- Rémy Belleau (1528-1577);
- Jean Dorat (1508-1588).

Quest'ultimo, grecista, era considerato in posizione quasi di maestro rispetto agli altri.

## Idee letterarie
Questi scrittori e poeti, similmente ai sette poeti tragici del Canone alessandrino, trassero il loro nome dalla costellazione delle Pleiadi, il gruppo di sette stelle che prende il nome dalle mitiche figlie di Atlante.
In contrasto con quanti ricalcano la tradizione poetica del tardo Medioevo, i poeti de la Pléiade credettero in modo appassionato nella necessità e possibilità di emulare i modelli greci e latini attraverso un arricchimento linguistico, dei procedimenti retorici e metrici, dei temi, e la sperimentazione di tutte le forme poetiche coltivate nell'antichità: dall'ode oraziana o pindarica all'epigramma, all'anacreontica, dalla tragedia all'elegia, all'egloga, all'epopea.
Queste idee furono esposte da Joachim Du Bellay nella Défense et illustration de la langue française del 1549, insieme col proposito di restituire un prestigio altissimo alla poesia. Composta all'età di ventisette anni, la Defénse è l'opera non di un avvocato, ma di un giovane e ambizioso poeta che inaugura la propria breve e intensa carriera - e scrive forse in collaborazione, certo con molta fretta, disordine e veemenza. Poco importa se in quella fretta riprende da vari testi ciò che più gli occorre, senza citare le sue fonti. Se è stato facile per gli eruditi scoprire che, per buona parte, la Défense è un plagio di Quintiliano e del Dialogo delle lingue di Sperone Speroni (Du Bellay rivolge alla lingua francese gli argomenti che lo Speroni usava in difesa del volgare), si sarebbe potuto, quanto all'idea centrale del libretto, considerare altri testi meno lontani. Du Bellay difende la vitalità e la ricchezza della lingua francese dai pericoli di un rigido e antistorico umanesimo, che sognasse di restituire alla luce le forme di una civiltà scomparsa e condannasse la lingua francese e disprezzasse ogni cosa scritta in volgare. 
Nella Pleiade vi era la volontà di definire un posto nuovo per il poeta, lontano dal cortigiano e familiare alle feste e agli eventi ricreativi principeschi.
Il fervore talvolta astratto e scolastico dei poeti de la Pléiade portò a innovazioni, in qualche caso solo esteriori, ed esperimenti senza sbocco (come la metrica quantitativa tentata da Jean Antoine de Baïf) o decisamente falliti (come il poema epico di Pierre de Ronsard); ma anche a opere di autentica poesia (lo stesso Pierre de Ronsard e Joachim Du Bellay).